# Paul Oscar
Páll Óskar Hjálmtýsson (n. Reikiavik, Islandia, 16 de marzo de 1970), conocido internacionalmente como Páll Óskar o Paul Oscar, es un cantante islandés, compositor y disc jockey. Desde niño tuvo pasión por la música, y se crio bastante enfocado en el mundo del espectáculo, cantando en funciones privadas. En su infancia sufrió acoso escolar y la tensión entre sus padres en casa. A los 16 años confesó a su familia su homosexualidad.
Lanzó su primer álbum, Stuð en 1993 mientras cantaba en Nueva York con el grupo islandés Milljónamæringarnir (Los Millonarios) y Casino e intentaba establecerse como cantante solista. Su disco de baladas Palli, fue el disco más vendido en Islandia en 1995. Paul Oscar se dio a conocer internacionalmente con su participación en el Festival de la Canción de Eurovisión 1997 donde interpretó la canción "Minn hinsti dans" ("Mi baile final"). En 2008 lanzó su último disco, Silfursafnið.
En Reikiavik, Paul Oscar actúa asiduamente en clubs como disc jockey y suele aparecer también en radio y televisión.

## Infancia
El más joven de siete hermanos, nacido entre el matrimonio de Hjálmtýr E. Hjálmtýsson, un banquero y Margrét Matthíasdóttir, una escritora, Paul Oscar nació el 16 de marzo de 1970 en Reikiavik. Cuando era pequeño, mostraba su talento artística dibujando, cantando y escribiendo cuentos de hadas. Paul pasó también mucho tiempo cantando en coros y en anuncios de televisión. Grabó su primer disco con siete años. Su primer papel protagonista en el teatro profesional fue a los 12 años en la versión musical de Rubber Tarzan, un cuento popular danés para niños escrito por Ole Lund Kirkegaard. Su voz tuvo problemas dos semanas después de acabar las representaciones del musical, por lo que no cantó más hasta pasados algunos años.
Aunque la familia de Paul Oscar alentó su talento musical, sus padres no se llevaban bien entre ellos, además, el chico sufría intimidaciones por sus compañeros de escuela. Paul Oscar recuerda a menudo: "Mi apodo en el colegio era Pequeño regordete. era regordete, empollón, y alguien que nunca bromeaba, alguien que tenía miedo de la compañía masculina." A los 13 se dio cuenta de su homosexualidad y confesó su orientación sexual a su familia a los 16 años. "El primer día, hubo una bonita charla de aceptación, aunque mi padre hizo levantar la voz. En el segundo día, y el tercero y el cuarto, había ese silencio terrible. Me trataron como a un alien." Sin embargo, su madre fue su gran apoyo. Ella dijo: "Si Páll tiene el talento para enamorarse, debe fomentar que ése talento. Y tiene tanto derecho a sentarse a mi mesa con su pareja como cualquier otra persona lo hace."
Paul Oscar volvió a cantar a los 18 años en el coro del colegio durante dos años. En 1990 ganó el concurso de talentos de su colegio y más tarde, en su graduación interpretó a Frank-N-Furter en la exitosa producción escolar de The Rocky Horror Picture Show. Al mismo tiempo, empezó a aparecer en espectáculos de transformismo en el importante Reykjavík nightclub. Tras cerrar el club, empezó a trabajar como DJ en la estación de radio independiente 90,9 FM. Paul también apareció en la película Svo á jörðu sem á himni (en español: Como en el cielo) en 1992.

## Carrera profesional
En el verano del año 1993, Paul Oscar abandonó Islandia y viajó a Nueva York, donde conoció a los islandeses Jóhann Jóhannsson y Sigurjón Kjartansson, que estaban de gira con la banda de heavy metal HAM. Paul Oscar se convirtió en admirador del grupo, y durante el mismo tiempo lanzó su primer disco, "Stuð". En octubre de 1993, Paul Oscar comenzó a cantar con un grupo llamada Milljónamæringarnir (Los Millonarios), que publicaron los discos "Milljón á mann", en 1994, "Allur pakkinn" en 1999, y "Þetta er nú meiri vitleysan" en 2001.
En el año 1995, Paul Oscar hizo su debut como solista. En ese año, creó su propia compañía discográfica, "Paul Oscar Productions", (P.O.P.) y lanzó un disco de baladas titulado "Palli" personalmente organizado, realizado y producido por el propio artista. Fue el disco más vendido en Islandia en el año 1995, seguido por su disco "Seif" en 1996.
Paul Oscar fue el representante de Islandia en el Festival de la Canción de Eurovisión 1997 con la canción "Minn hinsti dans", que él mismo coescribió, y acompañado por cuatro mujeres vestidas de látex jugando insinuantemente
en un sofá tras él. La canción alcanzó el puesto 20 de 25, y captó la atención especial del público gay. En 1998 fue invitado a aparecer en "A Song for Eurotrash", un programa británico dedicado al Festival de la Canción de Eurovisión.
Paul Oscar trabajó con el grupo de música ligera, Casino, en su disco "Stereo", publicado en 1998. Colaboró también con la arpista Monika Abendroth, y su hermana mayor Sigrún Hjálmtýsdóttir (Diddú). Su estilo musical abarca desde las canciones tradicionales islandesas, baladas, cacniones de amor, disco, techno y house.
En Reikiavik, Paul Oscar actúa de forma regular como disc jockey en clubs y aparece en radio y televisión. Fue jurado de la tercera temporada de Idol stjörnuleit, la versión islandesa de Pop Idol. En 2002 interpretó al Dr. Love en la película adolescente "Gemsar".
Tiene reputación de ser grosero cuando se trata de opinar sobre cuestiones de interés gay, en especial de sexo. Matthias Matthíansson, director de "Samtökin '78", el grupo que defiende los derechos de gais y lesbianas en Islandia ha comentado: "Él dice cosas que yo nunca podría decir. Es una gran portavoz de la 'voz gay' en Islandia." Como activista gay, Paul Oscar ayudó a organizar el Festival del Día del Orgullo Gay del año 2005 en Reikiavik.
Paul Oscar afirmó: "Como lugar de trabajo, Islandia es demasiado pequeña para mí. Más de lo que ya lo es. Pero soy islandés. Siempre viviré aquí. Mis raíces son muy valiosas para mí, y no las cambiaría ni por una bolsa de oro."

## Discografía

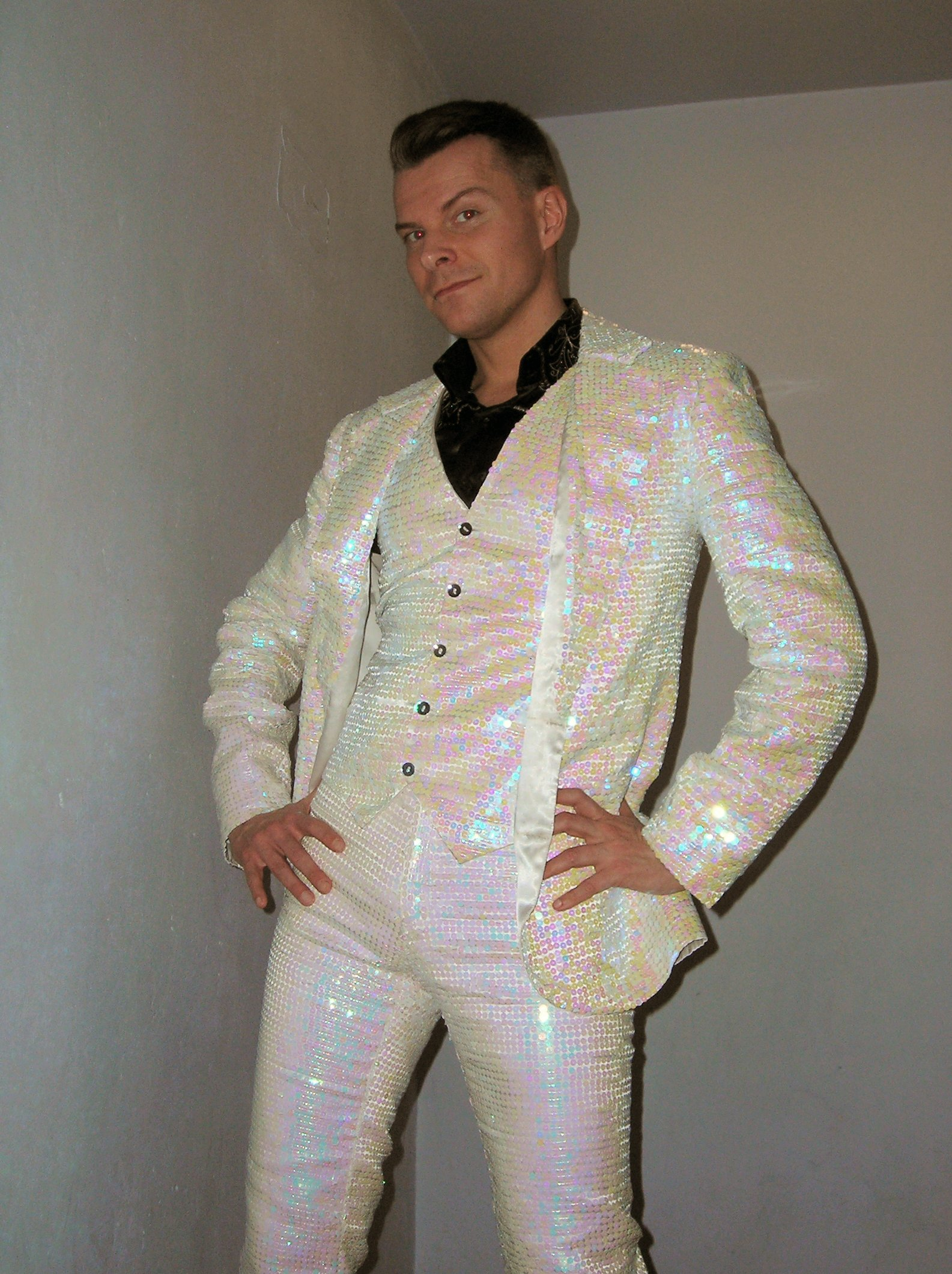
Paul Oscar en el club "Scala" en Londres – Fotografiado el 25 de abril de 2008.

### Discos
- Stuð (1993)
- Palli (1995)
- Seif (1996)
- Deep Inside (1999)
- Ef ég sofna ekki (2001) (En colaboración con la arpista Monika Abendroth)
- Ljósin heima (2003) (Junto a Monika Abendroth y Sigrún Hjálmtýsdóttir (Diddú))
- Allt fyrir ástina (2007)
- Silfursafnið (2008)

### Sencillos
- Minn hinsti dans (1997) (Canción representante de Islandia en el Festival de la Canción de Eurovisión 1997)
- Allt fyrir ástina (2007)
- International (2007)
- Betra Lif (2007)
- Er þetta ást? (2008)
- Þú komst við hjartað í mér (2008)
- Sama hvar þú ert (2008)